# Covedale
Covedale – jednostka osadnicza w Stanach Zjednoczonych, w stanie Ohio, w hrabstwie Hamilton.